# Остров'янське озеро
Остров'янське (або Острів'янське) озеро — озеро льодовикового походження у Шацькому районі Волинської області, поблизу с. Острів'я. Довжина — 2,6 км, ширина — до 1,7 км, площа — 2,5 кв.км, глибина — до 3,8 м. Улоговина має неправильну видовжену форму. Північно-західні береги заболочені, західні — підвищені. Живиться поверхневим стоком та підземними водами. Взимку замерзає. Дно мулисте, подекуди заростае водяною рослинністю.
3 риб водяться лящ, щука, плітка, в'юн, короп та ін. На берегах — гніздування водоплавних птахів.
Входить до складу Шацького національного природного парку.